# محمد طاهر كامل
محمد طاهر كامل طاهر أبو رغيف الموسوي (ق. 1980) هو طبيب بريطاني من أصل عراقي، اشتهر بمشاركته في حملات إنسانية إغاثية في قطاع غزة، حيث تطوع ضمن وفد طبي تابع لمؤسسة "فجر سينتيفيك"، وبرز بتفانيه ومهارته في تقديم الرعاية الصحية. أجرى أكثر من 300 عملية جراحية معقدة، إضافة إلى معالجته أكثر من 1200 مصاب في القطاع.

## النشأة
ولد محمد طاهر في ثمانينيات القرن العشرين بمدينة ويلز، وهو ابن عائلة عراقية تعود أصولها إلى النجف. انتقل مع عائلته لاحقًا إلى لندن في المملكة المتحدة، حيث بدأ حياته المهنية في إحدى المؤسسات الصحية. تخرج من كلية الطب في إحدى جامعات بريطانيا، وتخصص في جراحة الرضوض وجراحة الأطراف العلوية والأعصاب الطرفية، ليعمل لاحقًا استشاريًا في هذا المجال.

## التجربة الطبية
برز اسمه بعد مشاركته في حملات إنسانية إغاثية داخل قطاع غزة، حيث انضم إلى وفد طبي تابع لمؤسسة "فجر سينتيفيك". وصل إلى القطاع في الربع الأول من عام 2024 وبدأ على الفور بتقديم الرعاية الصحية وإغاثة المصابين. لعب دورًا محوريًا في إجراء العمليات الجراحية الدقيقة داخل مستشفى غزة الأوروبي، كما عالج حالات حرجة خلال الحرب الإسرائيلية على القطاع. ورغم تلقيه تحذيرات عديدة قبل توغل الجيش الإسرائيلي جنوب القطاع، قرر البقاء في غزة على مسؤوليته الشخصية، رغم انتهاء مهمته الطبية الرسمية التي كانت مقررة لثلاثة أشهر فقط. وقد عكس هذا القرار التزامه العميق بالعمل الإنساني. تنقل بين المستشفى الأوروبي ومستشفى شهداء الأقصى، وتمكن من إجراء أكثر من 300 عملية جراحية معقدة، إضافة إلى معالجته أكثر من 1200 مصاب خلال فترة تطوعه التي استمرت أكثر من 6 أشهر.
في ظل شح الإمكانات الطبية، استطاع محمد إعادة زرع ذراع طفلة في التاسعة من عمرها، كانت قد بُترت نتيجة قصف إسرائيلي على دير البلح وسط قطاع غزة. حيث طلب إحضار الجزء المبتور الذي ظل تحت الركام لثلاثة أيام، وبعد التأكد من إمكانية إعادته، أجرى عملية جراحية معقدة وناجحة في ظروف طبية صعبة، لينجح في وصل الذراع مجددًا.
كما والتقى بسماحة المرجع الديني السيد علي الحسيني السيستاني وعلى أثره تم تكريمه من قبل العتبة العلوية والعباسية
حظي بتقدير واسع من سكان غزة بعد وقف إطلاق النار، وعبروا عن امتنانهم لما قدمه خلال فترة الحرب التي استمرت نحو 470 يومًا. وقد كان محمد طاهر عضوًا في هيئة الخدمات الصحية الوطنية بالمملكة المتحدة، وعضوًا في منظمة مهنيون صحيون من أجل فلسطين (بالإنجليزية: Healthcare Professionals for Palestine)، مما أكسبه خبرة واسعة في المجال الطبي محليًا ودوليًا.